# Shorttrack op de Olympische Winterspelen 2018 - 1500 meter vrouwen
De 1500 meter voor vrouwen tijdens de Olympische Winterspelen 2018 vond plaats op 17 februari 2018 in de Gangneung Ice Arena in Gangneung.

## Tijdschema
| Datum       | Lokale tijd | MET   | Ronde         |
| ----------- | ----------- | ----- | ------------- |
| 17 februari | 19:00       | 11:44 | Series        |
| 17 februari | 20:13       | 12:13 | Halve finales |
| 17 februari | 21:11       | 13:11 | Finale        |

### Finales
A-Finale
Verreden om 21:09 uur
| #      | Naam            | Land | Tijd     | Bijz. |
| ------ | --------------- | ---- | -------- | ----- |
| Goud   | Choi Min-jeong  | KOR  | 2:24.948 |       |
| Zilver | Li Jinyu        | CHN  | 2:25.703 |       |
| Brons  | Kim Boutin      | CAN  | 2:25.834 |       |
| 4      | Kim A-lang      | KOR  | 2:25.941 |       |
| 5      | Jorien ter Mors | NED  | 2:25.955 |       |
| 6      | Petra Jászapáti | HUN  | 2:26.138 |       |
| 7      | Arianna Fontana | ITA  | 2:27.475 |       |